# 博蒙特灣
81°31′S 161°22′E / 81.517°S 161.367°E
博蒙特灣（英語：Beaumont Bay）是南極洲的海灣，位於羅斯冰架，處於楊角和哈里斯角之間，是迪奇冰川的終點，由英國探險隊發現，以南極探險家命名，現時由南極條約體系管理。